# La tragedia del Korosko
La tragedia del Korosko (1898) è un romanzo di Sir Arthur Conan Doyle.

## Trama
Un gruppo di turisti europei si sta godendo il suo viaggio in Egitto nell'anno 1895. Stanno navigando risalendo il fiume Nilo in una nave a pale posteriori dal fondo piatto, il Korosko. Il gruppo intende arrivare a Abousir alla frontiera sud dell'Egitto, oltre il quale inizia il paese dei Dervisci. Verranno attaccati e rapiti da una banda di guerrieri dervisci dediti al saccheggio. 

## Edizioni
- Arthur Conan Doyle, La tragedia del Korosko, Medusa Edizioni, 2003, ISBN 978-88-88130-81-1.